# The Times They Are a-Changin’
The Times They Are a-Changin’ ist das dritte Studioalbum des amerikanischen Singer-Songwriters Bob Dylan. Es erschien am 13. Januar 1964 auf dem Plattenlabel Columbia Records und wurde von Tom Wilson produziert. Im Gegensatz zu den ersten beiden Alben enthält es ausschließlich Eigenkompositionen und festigte Dylans Ruf als wichtigster Protestsänger und Anführer der Jugendbewegung. Die Lieder handeln von Militarismus, Rassismusproblemen und sozialer Ungerechtigkeit.

## Entstehung
Mit seinem Freewheelin’-Album war Dylan der Durchbruch als Songschreiber gelungen und nach einem begeisternden Auftritt beim Newport Folk Festival (26.–28. Juli 1963) standen ihm alle Türen offen. Dylan erhielt Zugang zu den höchsten intellektuellen Kreisen Amerikas und sang am 28. August 1963 beim Marsch auf Washington vor 250.000 Zuschauern die Lieder When the Ship Comes In und Only a Pawn in Their Game. In zwei Blöcken Anfang August und Ende Oktober 1963 nahm Dylan an insgesamt sechs Aufnahmetagen das Material für The Times They Are a-Changin’ auf. Erstmals arbeitete Dylan mit dem Produzenten Tom Wilson zusammen. In der ersten Session wurden acht Songs aufgenommen, von denen aber nur North Country Blues als brauchbar angesehen wurde. Am Tag darauf wurden Ballad of Hollis Brown, With God on Our Side, Only a Pawn in Their Game und Boots of Spanish Leather aufgenommen. Eine dritte Session fand am 12. August statt, bei der aber nichts Brauchbares entstand. Die an diesem Tag aufgenommenen Songs Paths of Victory, Moonshine Blues und Only A Hobo wurden dann 1991 auf The Bootleg Series Volumes 1-3 (Rare & Unreleased) 1961–1991 veröffentlicht.
Danach ging Dylan mit Joan Baez auf Tour und kehrte erst am 23. Oktober ins Studio zurück, nachdem er mittlerweile sechs weitere Songs komponiert hatte. Von dieser Session kamen The Lonesome Death of Hattie Carroll und When the Ship Comes In auf das Album, Percy's Song wurde 1985 auf der Zusammenstellung Biograph veröffentlicht.
Von der Session des folgenden Tages wurden The Times They Are a-Changin’ und One Too Many Mornings ins Album übernommen. Die ebenfalls an diesem Tag aufgenommenen Titel Eternal Circle und Suze (The Cough Song) wurden auf The Bootleg Series Volumes 1–3 und Lay Down Your Weary Tune auf Biograph herausgebracht.
Bei der letzten Aufnahmesession am 31. Oktober konzentrierte man sich ganz auf das Lied Restless Farewell. Die Melodie dazu wurde von dem irisch-schottischen Folksong The Parting Glass übernommen.

## Inhalt und Bedeutung
Als The Times They Are a-Changin’ im Januar 1964 erschien, lagen Amerikas dramatische Tage des November 1963 bereits ein paar Wochen zurück, doch das Album schien dadurch den Zeitgeist noch passender einzufangen. Der Mord an John F. Kennedy, mit dem vor allem junge Menschen und Anhänger der Bürgerrechtsbewegung ihre Hoffnungen auf Veränderung eng verknüpft hatten, radikalisierte das kritische Potenzial der amerikanischen Zivilgesellschaft. Gerade für diese Kritiker lieferte Dylan viele Parolen, was einen guten Nährboden für eine entsprechende Rezeption bot und seinen Ruf als „Sprachrohr und Stimme einer ganzen Generation“ untermauerte. Dylans Album mit hauptsächlich politisch kompromisslosen, zornigen Protestsongs traf eine breit um sich greifende gesellschaftliche Stimmung. The Times ist eine Mischung aus engagierten Protestsongs, zwei Liebesliedern, einer sozialen Milieustudie sowie einem Stück, das programmatisch bereits zum Nachfolgealbum gehörte und den Schlussstrich der „politischen Songphase“ Dylans markierte.
Der gleichnamige Eröffnungssong The Times They Are a-Changin’ beschwört regelrecht das Heranrollen einer neuen Epoche und war von Dylan ganz bewusst als Schlachthymne für die Protestszene verfasst worden. Plakativ stellt der Song ein kraftvolles Statement zur Umgestaltung der amerikanischen Gesellschaft dar und Dylan lieferte mit seinem agitatorischen Song ein bedeutendes Zeugnis seiner Zeit. Ein weiterer Protestsong par excellence ist The Lonesome Death of Hattie Carroll, in welchem Dylan den Fall der 51-jährigen afroamerikanischen Hausbediensteten Hattie Carroll aufrollt, die durch den 24-jährigen William Zantzinger in Baltimore mit einem Schürhaken erschlagen wurde, weil sie ihm zu langsam servierte. Der weiße Täter wurde wegen Totschlags in einem minder schweren Fall lediglich zu einer geringen Freiheitsstrafe von sechs Monaten verurteilt und starb 2009. Ein Keysong des Albums ist das Antikriegs-Lied With God on Our Side, das sich vor allem gegen jene verlogene Geschichtklitterung wendet, die im Nachhinein den jeweiligen Siegern zuschreibt, wohl Gott auf ihrer Seite gehabt zu haben. Doch in der letzten Strophe beschwört Dylan, dass dieses Muster angesichts von nuklearen Bedrohungsszenarien nicht mehr funktionieren kann. Wenn Gott auf der Seite der Menschen steht, wird er den nächsten Krieg verhindern müssen.
Mit dem sehr persönlichen Lied Boots of Spanish Leather zeigte Dylan jedoch auch seine neue künstlerische Richtung auf, die ihn wegführen sollte von der ihm unangenehmen Rolle, „Stimme einer Generation“ zu sein.
Musikalisch ist The Times kein wesentlicher Fortschritt gegenüber seinem Vorgänger, ist vom Sound her sogar etwas blasser und flacher.

## Titelliste
Seite 1 (LP)
1. The Times They Are a-Changin’ – 3:15
2. Ballad of Hollis Brown – 5:06
3. With God on Our Side – 7:08
4. One Too Many Mornings – 2:41
5. North Country Blues – 4:35

Seite 2 (LP)
1. Only a Pawn in Their Game – 3:33
2. Boots of Spanish Leather – 4:40
3. When the Ship Comes In – 3:18
4. The Lonesome Death of Hattie Carroll – 5:48
5. Restless Farewell – 5:32

### Zu einzelnen Songs
- Greil Marcus: Three Songs, Three Singers, Three Nations. Harvard University Press, Cambridge (Mass.) 2015, ISBN 978-0-674-18708-5. Darin das Kapitel Inflection über Ballad of Hollis Brown.
  - Three Songs, Three Singers, Three Nations – Amerika in drei Liedern. Aus dem Amerikanischen von Fritz Schneider. Wilhelm Fink, Paderborn 2016, ISBN 978-3-7705-6083-7. Darin das Kapitel Modulation über Ballad of Hollis Brown.
- Greil Marcus: Folk Music – A Bob Dylan Biography in Seven Songs. Yale University Press 2022, ISBN 978-0-300-25531-7. Darin das Kapitel The Lonesome Death of Hattie Carroll / 1964.